# Moustapha Sourang
Moustapha Sourang, né le 24 juillet 1949 et décédé le 4 août 2020, est un homme politique sénégalais, juriste de formation, qui a détenu plusieurs portefeuilles ministériels sous la présidence d'Abdoulaye Wade.

## Biographie
Moustapha Sourang est né à Saint-Louis le 24 juillet 1949 Il est descendant direct de Cheikh Ahmadou Bamba, fondateur du mouridisme. Il est également le fils de l'illustre Massourang Sourang, seigneur et notable durant les années 1920[réf. nécessaire].
Il obtient d'abord une Maîtrise de Droit public en 1974 à l'Université de Dakar, puis poursuit ses études en France à l'Université de Bordeaux où on lui décerne successivement un DEA de Droit public (1975), un DES de Sciences politiques (1976) et un doctorat de Droit public (1980), grâce à une thèse intitulée La technique contractuelle dans les rapports États-entreprises étrangères : contribution à l'étude des conventions d'établissement conclues par les États africains. Il passe l'agrégation de Droit en 1982 (CAMES, Abidjan).
Enseignant à l'Université de Dakar, il est le doyen de la Faculté des Sciences juridiques de 1984 à 1998, puis le recteur de l'Université Cheikh-Anta-Diop de 1998 à 2001. En mai 2001 il est nommé ministre de l'Éducation, un poste qu'il occupera jusqu'à sa nomination au poste de Ministre de la Justice, Garde des Sceaux, le 1er octobre 2009. Le 4 décembre 2011, il est nommé Ministre des Forces armées.
Il obtient durant son parcours un certain nombre de distinctions honorifiques parmi lesquelles figurent : Commandeur de l'Ordre national du Mérite (Sénégal), Grand officier de l'Ordre national du Mérite (France), Officier des Palmes académiques (France), Officier de l'Ordre national du Mérite (Burkina Faso).